# Johann Contzen

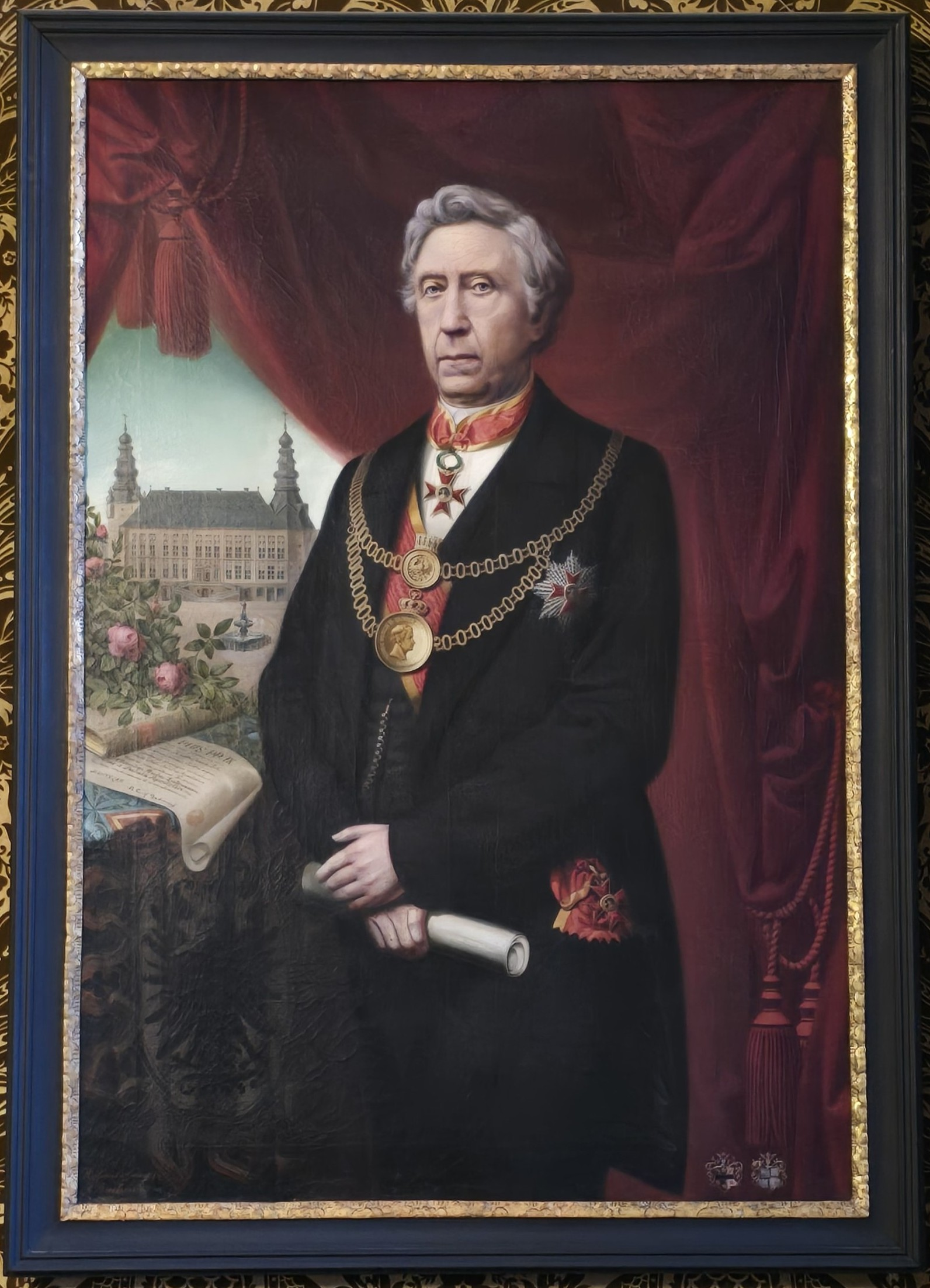
Bürgermeister Johann Contzen

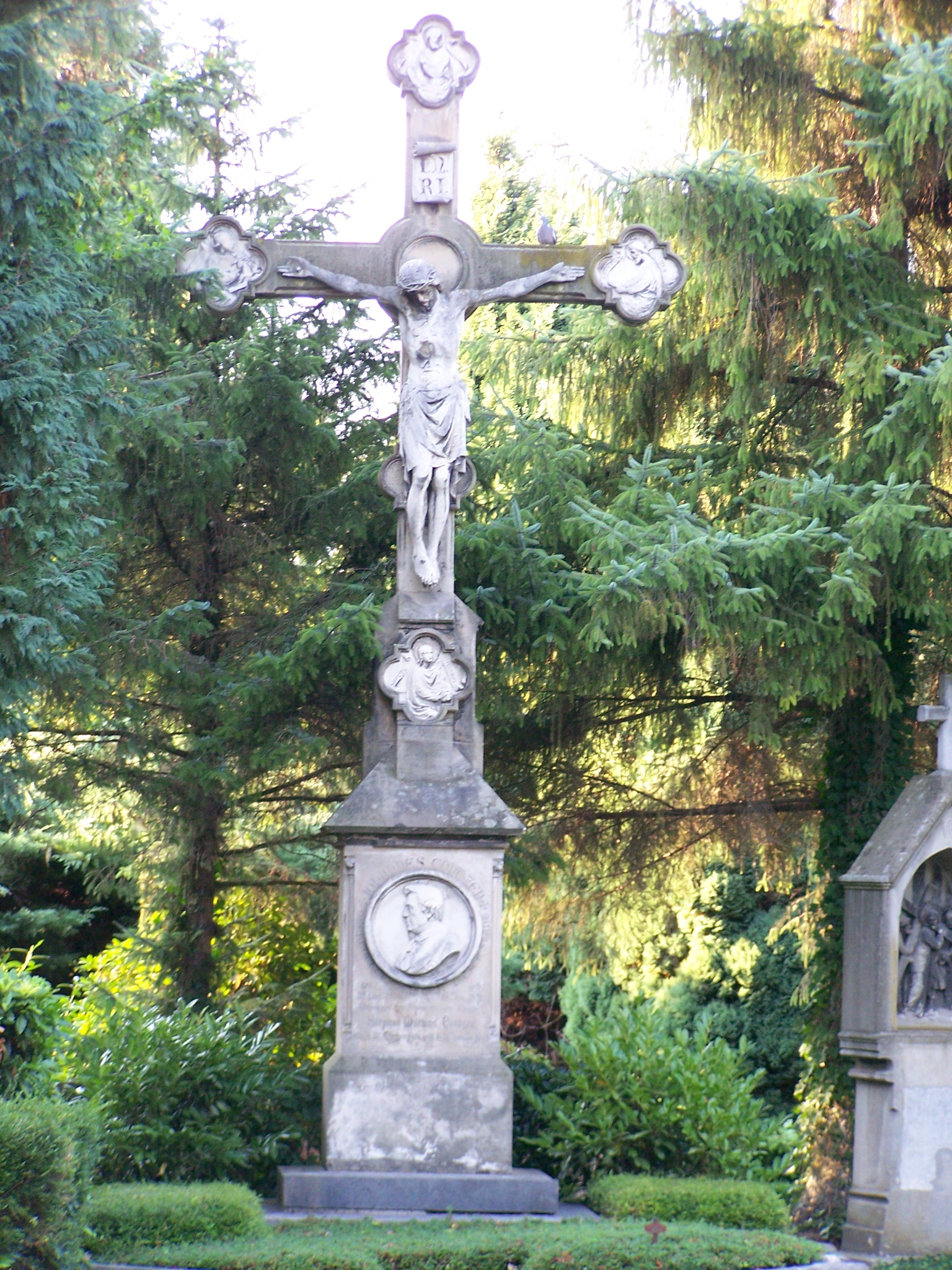
Grabstätte von J. Contzen auf dem Aachener Ostfriedhof

Johann Contzen (* 25. Oktober 1809 in Aachen; † 18. Januar 1875 ebenda) war ein deutscher Verwaltungsbeamter und langjähriger Oberbürgermeister der Stadt Aachen.

## Laufbahn
Johann Contzen, Sohn des ehemaligen Adjunktes und Gemeindeeinnehmers Philipp Contzen und der Therese Alertz, Schwester des Mediziners Clemens August Alertz, besuchte nach dem Gymnasium (Reifeprüfung 1829) die Universitäten Bonn und Berlin, an denen er Rechtswissenschaften und Kameralistik studierte. Nach Abschluss seines Studiums absolvierte Contzen seine Vorbereitungszeit für den Staatsdienst bei der königlichen Regierung in Aachen und wurde von dieser mit der kommissarischen Verwaltung der Kreise Geilenkirchen und Erkelenz betraut. Im Jahre 1848 wurde er darüber hinaus zum kommissarischen Polizeipräsidenten sowie zwei Jahre später, anlässlich der Mobilmachung der Armee in der Funktion eines Provinzialintendanten, vergleichbar mit dem Dienst eines Kriegskommissars, nach Koblenz, der zuständigen Hauptstadt der Rheinprovinz, berufen. Contzen vertrat hierbei den kurzfristig nach Berlin delegierten Aachener Oberbürgermeister Arnold Edmund Pelzer und machte erste Erfahrungen in diesem Amt. Im Mai 1851 wurde Johann Contzen schließlich als dessen Nachfolger zum Oberbürgermeister der Stadt Aachen gewählt und behielt dieses Amt über mehrere Wahlperioden hinweg bis zu seinem Tode. Zusätzlich war Contzen bis 1862 Mitglied des Rheinischen Provinziallandtages sowie Mitglied der Preußischen Nationalversammlung in Berlin und der Erholungs-Gesellschaft Aachen 1837.

## Verdienste
Johann Contzen übernahm das Bürgermeisteramt in politisch und wirtschaftlich schwierigen Zeiten. Noch unter Oberbürgermeister Edmund Edmundts, dem Vorvorgänger von Contzen, galt Aachen bis etwa 1848 als schuldenfrei, doch sowohl die deutsche Märzrevolution, welche eine Auswirkung der französischen Februarrevolution des Jahres 1848 war, als auch der damit einhergehende Niedergang der für Aachen so wichtigen Textilindustrie sowie anderer Handwerksbetriebe und steigende Arbeitslosenzahlen sorgten für soziale und finanzielle Belastungen der Stadt. Contzens dringlichste Aufgabe war somit der Abbau eines Defizits in Höhe von 98.800 Reichstalern und die Konsolidierung des städtischen Etats. Hierbei kamen ihm aber auch die glücklichen Umstände der Industriellen Revolution in Deutschland und die damit verbundene Aufbruchstimmung zugute. So schaffte es Johann Contzen in seiner 24-jährigen Dienstzeit, das Defizit des Stadthaushalts nicht nur zu tilgen, sondern diesen auf 32.000 Taler an Ersparnissen sowie auf weitere 46.000 Taler als Reserve- und Betriebsfonds zu mehren.
Dank der Hilfe zahlungskräftiger Sponsoren wie der Aachener und Münchner Feuerversicherungsgesellschaft und hierbei insbesondere des persönlichen Engagements ihres Generaldirektors Friedrich Adolph Brüggemann (1797–1878), sowie des 1834 gegründeten Aachener Vereins zur Beförderung der Arbeitsamkeit und der Sparkasse Aachen gelang es Johann Contzen, neue städtische Bildungseinrichtungen unter anderem eine Realschule 1. Ordnung, dem heutigen Rhein-Maas-Gymnasium Aachen, sowie eine höhere Stiftsschule errichten zu lassen. Ebenso erreichte er mit Hilfe dieser Sponsoren, dass Aachen zum Sitz eines neuen Rheinisch-Westfälischen Polytechnikums, der heutigen RWTH wurde, dessen Grundsteinlegung am 15. Mai 1865, dem 50. Jahrestag der Vereinigung Aachens und der Rheinprovinz mit dem Königreich Preußen stattfand. 
Auch die Vereinigung verschiedener Krankenhausstiftungen zu einem Krankenhausverbund, welche schon seit vielen Jahren geplant war, geht auf sein Engagement zurück. Damit einher geht ebenfalls seine Initiative, die Aachener Thermalquellen für Heilsuchende durch Neubau, Ausbau oder Erweiterung von Kurhäusern attraktiver zu machen und damit den Bade-Tourismus zu fördern. So fallen beispielsweise in diese Zeit der Wiederaufbau des Kaiserbades, des Aachener Kurhauses sowie des Elisengartens rund um den Elisenbrunnen und anderer Parkanlagen. 
Ebenso lag dem tiefgläubigen katholischen Christen Johann Contzen am Herzen, dass auch die Kirchen von dem Aufschwung profitierten. So veranlasste er eine kunstvolle Renovierung des Aachener Doms und eine Erweiterung der von den Kaisern Otto III. (980–1002) und Heinrich II. (973–1024) erbauten Sankt Adalbert-Kirche. Aber auch in seinem Residenzgebäude, dem Aachener Rathaus, ließ Contzen den Kaisersaal und die Fresken von Alfred Rethel (1816–1859) ebenso wie die Fassade des Gebäudes überarbeiten und vollenden. 
Ganz im Sinne seines Vorbildes David Hansemann (1790–1864) wie auch der Industrie und aufgrund der dringenden Notwendigkeit verbesserter Mobilität, bedingt durch das Einwohnerwachstum, ließ er das Straßen- und Eisenbahnnetz in und um Aachen ausbauen.
Die Ära unter Johann Contzen gilt für die Stadt Aachen insgesamt als eine der erfolgreichsten Zeiten nach über 1000 Jahren, wie es auch der beigeordnete Bürgermeister Carl Eduard Dahmen in einem Nachruf am 26. Januar 1875 der Stadtverwaltung und Öffentlichkeit verkündete.

## Ehrungen
- Im Jahre 1870 wurde Johann Contzen von König Wilhelm I. von Preußen (1797–1888) anlässlich der Eröffnung des Polytechnikums Aachen mit dem Roten Adlerorden IV. Klasse ausgezeichnet.
- Bei gleichem Anlass wurde er zum Oberbürgermeister befördert und erhielt das Tragerecht für die goldene Amtskette.
- Darüber hinaus wurde Contzen von Papst Pius IX. (1792–1878) in den päpstlichen Grafenstand erhoben und erhielt das Großkreuz des Ordens vom heiligen Gregor.